# Karl-Heinz Garbers
Karl-Heinz Garbers (* 17. Juni 1946) ist ein ehemaliger deutscher Badmintonspieler. 

## Karriere
Karl-Heinz Garbers wurde von 1969 bis 1980 zwölf Mal in Serie deutscher Mannschaftsmeister mit dem 1. BV Mülheim. Bei den deutschen Einzelmeisterschaften siegte er 1971, 1972 und 1973. 1974 gewann er die Swedish Open.

## Sportliche Erfolge
| Saison    | Veranstaltung                               | Disziplin    | Platz | Name |
| --------- | ------------------------------------------- | ------------ | ----- | --- |
| 1962/1963 | Deutsche Einzelmeisterschaft U18            | Herrendoppel | 1     | Karl-Heinz Garbers / Günther Schwarz (1. FBC Marl) |
| 1963/1964 | Deutsche Einzelmeisterschaft U18            | Herreneinzel | 2     | Karl Heinz Garbers (1. FBC Marl) |
| 1963/1964 | Deutsche Einzelmeisterschaft U18            | Herrendoppel | 2     | Karl Heinz Garbers / Günther Schwarz (1. FBC Marl) |
| 1963/1964 | Westdeutsche Einzelmeisterschaft U18        | Herrendoppel | 1     | Garbers Karl-Heinz / Günther Schwarz (1. FBC Marl) |
| 1966/1967 | Westdeutsche Einzelmeisterschaft            | Herreneinzel | 1     | Karl-Heinz Garbers (1. FBC Marl) |
| 1968/1969 | Deutsche Mannschaftsmeisterschaft           | Mannschaft   | 1     | 1. BV Mülheim (Gerhard Kucki, Horst Lösche, Karl-Heinz Garbers, Heinz Wossowski, Kurt Link, Heinz-Jürgen Fischer, Karin Dittberner, Karin Schäfers)                                           |
| 1969/1970 | Deutsche Mannschaftsmeisterschaft           | Mannschaft   | 1     | 1. BV Mülheim (Gerhard Kucki, Horst Lösche, Karl-Heinz Garbers, Heinz-Jürgen Fischer, Karin Dittberner, Karin Schäfers)                                                                       |
| 1970/1971 | Deutsche Hochschulmeisterschaften           | Herrendoppel | 1     | Gerhard Kucki / Karl-Heinz Garbers (Uni Bochum) |
| 1970/1971 | Deutsche Mannschaftsmeisterschaft           | Mannschaft   | 1     | 1. BV Mülheim (Gerhard Kucki, Horst Lösche, Karl-Heinz Garbers, Kurt Link, Karin Dittberner, Karin aus dem Siepen)                                                                            |
| 1970/1971 | Deutsche Hochschulmeisterschaften           | Herrendoppel | 1     | Gerhard Kucki / Karl-Heinz Garbers (1. BV Mülheim) |
| 1970/1971 | Deutsche Einzelmeisterschaft                | Herrendoppel | 1     | Gerhard Kucki / Karl-Heinz Garbers (1. BV Mülheim) |
| 1970/1971 | Westdeutsche Einzelmeisterschaft            | Herreneinzel | 1     | Karl-Heinz Garbers (1. BV Mülheim) |
| 1971/1972 | Westdeutsche Einzelmeisterschaft            | Herrendoppel | 1     | Gerd Kucki / Karl-Heinz Garbers (1. BV Mülheim) |
| 1971/1972 | Deutsche Mannschaftsmeisterschaft           | Mannschaft   | 1     | 1. BV Mülheim (Gerhard Kucki, Horst Lösche, Karl-Heinz Garbers, Kurt Link, Werner Oberem, Walter Köhler, Karin Kucki, Karin aus dem Siepen, Antonie Schwabe, Karin Schäfers, Gabriele Lösche) |
| 1971/1972 | Deutsche Einzelmeisterschaft                | Herrendoppel | 1     | Gerhard Kucki / Karl-Heinz Garbers (1. BV Mülheim) |
| 1972/1973 | Deutsche Einzelmeisterschaft                | Mixed        | 2     | Karl-Heinz Garbers / Anke Betz (1. BV Mülheim / MTV 1879 München) |
| 1972/1973 | Westdeutsche Einzelmeisterschaft            | Herrendoppel | 1     | Gerhard Kucki / Karl-Heinz Garbers (1. BV Mülheim) |
| 1972/1973 | Westdeutsche Einzelmeisterschaft            | Mixed        | 1     | Karl-Heinz Garbers / Lore Hawig (1. BV Mülheim / Siegburger Sportverein 04) |
| 1972/1973 | Deutsche Mannschaftsmeisterschaft           | Mannschaft   | 1     | 1. BV Mülheim (Gerhard Kucki, Horst Lösche, Karl-Heinz Garbers, Kurt Link, Walter Köhler, Karin Kucki, Karin aus dem Siepen, Antonie Schwabe, Karin Schäfers)                                 |
| 1972/1973 | Deutsche Einzelmeisterschaft                | Herrendoppel | 1     | Gerhard Kucki / Karl-Heinz Garbers (1. BV Mülheim) |
| 1973/1974 | Deutsche Mannschaftsmeisterschaft           | Mannschaft   | 1     | 1. BV Mülheim (Gerhard Kucki, Horst Lösche, Karl-Heinz Garbers, Kurt Link, Peter Schwabe, Karin Kucki, Antonie Schwabe, Karin Schäfers)                                                       |
| 1973/1974 | Deutsche Einzelmeisterschaft                | Mixed        | 2     | Karl-Heinz Garbers / Anke Betz (1. BV Mülheim / MTV 1879 München) |
| 1973/1974 | Westdeutsche Einzelmeisterschaft            | Herrendoppel | 1     | Gerd Kucki / Karl-Heinz Garbers (1. BV Mülheim) |
| 1973/1974 | Deutsche Einzelmeisterschaft                | Herrendoppel | 2     | Gerhard Kucki / Karl-Heinz Garbers (1. BV Mülheim) |
| 1974      | Swedish Open                                | Herrendoppel | 1     | Karl-Heinz Garbers / Gerhard Kucki |
| 1974/1975 | Deutsche Mannschaftsmeisterschaft           | Mannschaft   | 1     | 1. BV Mülheim (Gerd Kucki, Horst Lösche, Karl-Heinz Garbers, Kurt Link, Karin Kucki, Karin aus dem Siepen, Antonie Schwabe, Karin Schäfers)                                                   |
| 1974/1975 | Deutschland: Internationale Meisterschaften | Mixed        | 3     | Karl-Heinz Garbers / Karin Kucki |
| 1974/1975 | Deutsche Einzelmeisterschaft                | Herrendoppel | 2     | Gerhard Kucki / Karl-Heinz Garbers (1. BV Mülheim) |
| 1975/1976 | Deutsche Einzelmeisterschaft                | Mixed        | 2     | Karl-Heinz Garbers / Karin Kucki (1. BV Mülheim) |
| 1975/1976 | Deutsche Mannschaftsmeisterschaft           | Mannschaft   | 1     | 1. BV Mülheim (Gerhard Kucki, Michael Schnaase, Horst Lösche, Karl-Heinz Garbers, Kurt Link, Peter Schwabe, Karin Kucki, Marie-Luise Schulta-Jansen, Antonie Schwabe, Karin Schäfers)         |
| 1976/1977 | Westdeutsche Einzelmeisterschaft            | Mixed        | 1     | Karl-Heinz Garbers / Karin Kucki (1. BV Mülheim) |
| 1976/1977 | Westdeutsche Einzelmeisterschaft            | Herrendoppel | 1     | Gerhard Kucki / Karl-Heinz Garbers (1. BV Mülheim) |
| 1976/1977 | Deutsche Einzelmeisterschaft                | Herrendoppel | 2     | Gerhard Kucki / Karl-Heinz Garbers (1. BV Mülheim) |
| 1976/1977 | Deutsche Einzelmeisterschaft                | Mixed        | 2     | Karl-Heinz Garbers / Karin Kucki (1. BV Mülheim) |
| 1976/1977 | Deutsche Mannschaftsmeisterschaft           | Mannschaft   | 1     | 1. BV Mülheim (Gerhard Kucki, Michael Schnaase, Horst Lösche, Karl-Heinz Garbers, Kurt Link, Karin Kucki, Marie-Luise Schulta, Antonie Schwabe, Karin aus dem Siepen)                         |
| 1977/1978 | Deutsche Mannschaftsmeisterschaft           | Mannschaft   | 1     | 1. BV Mülheim (Gerd Kucki, Michael Schnaase, Horst Lösche, Karl-Heinz Garbers, Kurt Link, Udo Krückels, Karin Kucki, Marie-Luise Schulta-Jansen, Antonie Schwabe)                             |
| 1977/1978 | Westdeutsche Einzelmeisterschaft            | Herrendoppel | 1     | Gerhard Kucki / Karl-Heinz Garbers (1. BV Mülheim) |
| 1978/1979 | Deutsche Mannschaftsmeisterschaft           | Mannschaft   | 1     | 1. BV Mülheim (Gerhard Kucki, Michael Schnaase, Horst Lösche, Karl-Heinz Garbers, Udo Krückels, Werner Oberem, Karin Kucki, Marie-Luise Schulta-Jansen, Antonie Schwabe)                      |
| 1979/1980 | Deutsche Mannschaftsmeisterschaft           | Mannschaft   | 1     | 1. BV Mülheim (Gerhard Kucki, Michael Schnaase, Horst Lösche, Karl-Heinz Garbers, Udo Krückels, Karin Kucki, Marie-Luise Schulta-Jansen, Antonie Schwabe)                                     |
| 1979/1980 | Westdeutsche Einzelmeisterschaft            | Herrendoppel | 1     | Gerhard Kucki / Karl-Heinz Garbers (1. BV Mülheim) |
| 1979/1980 | Deutsche Einzelmeisterschaft                | Mixed        | 2     | Karl-Heinz Garbers (1. BV Mülheim) / Marie Luise Schulta-Jansen (1. BV Mülheim) |
| 1980/1981 | Westdeutsche Einzelmeisterschaft            | Herrendoppel | 1     | Gerhard Kucki / Karl-Heinz Garbers (1. BV Mülheim) |
| 1981/1982 | Deutsche Mannschaftsmeisterschaft           | Mannschaft   | 3     | 1. BV Mülheim (Gerhard Kucki, Karl-Heinz Garbers, Horst Lösche, Michael Schnaase, Udo Krückels, Marie-Luise Schulta-Jansen, Patricia Günther)                                                 |